# Steve Alford
Pour les articles homonymes, voir Alford.
Stephen Todd Alford (né le 23 novembre 1964 à Franklin dans l'Indiana) est un joueur américain et actuellement entraîneur de basket-ball à l'Université du Nevada à Reno.

## Biographie
Alford joue au lycée sous les ordres de son père, Sam Alford, entraîneur à New Castle Chrysler High School à New Castle dans l'Indiana. Il inscrit 37,7 points par match, lui permettant d'obtenir le titre de Indiana « Mr. Basketball » en 1983. Il rejoint l'équipe les Hoosiers de l'université d'Indiana à Bloomington. Il devient le meilleur marqueur de l'histoire de l'université avec 2 438 points, record battu depuis par Calbert Cheaney. Alford devient champion NCAA en 1987, les Hoosiers battant Syracuse en finale.
Il est sélectionné dans la sélection américaine pour les Jeux olympiques 1984 entraînée par Bobby Knight. Il joue aux côtés de Michael Jordan, Patrick Ewing, Sam Perkins, Chris Mullin et Wayman Tisdale et remporte la médaille d'or.
Alford est sélectionné lors de la draft 1987 au 26e rang par les Mavericks de Dallas. Il y reste une saison avant d'être transféré aux Warriors de Golden State, puis retourne aux Mavericks de Dallas durant deux années. Il met un terme à sa carrière en 1991.
Il devient alors entraîneur en NCAA. Il commence sa carrière à Manchester College dans l'Indiana jusqu'en 1995. Il rejoint ensuite les Bears de l'Université d'État du Missouri où il demeure jusqu'en 1999. En 1999, Steve Alford devient l'entraîneur des Hawkeyes de l'Université de l'Iowa où il restera huit années. Le 23 mars 2007, il est nommé entraîneur de l'équipe des Lobos de l'Université du Nouveau-Mexique. Le 30 mars 2013, Alford signe un contrat de sept ans pour devenir l'entraîneur des Bruins de l'Université de Californie, Los Angeles.